# Cereus mortensenii
Cereus mortensenii ist eine Pflanzenart in der Gattung Cereus aus der Familie der Kakteengewächse (Cactaceae). Das Artepitheton mortensenii ehrt Russell H. Mortensen.

## Beschreibung
Cereus mortensenii wächst baumförmig, ist reich verzweigt und erreicht Wuchshöhen von bis zu 8 Meter. Häufig wird ein deutlicher Stamm ausgebildet. Die zylindrischen, anfangs bläulichen Triebe werden später blaugrün. Sie weisen Durchmesser von bis zu 8 Zentimeter auf. Es sind neun scharfe Rippen vorhanden. Die darauf befindlichen Areolen sind meistens bewollt, in der Nähe der Triebspitzen werden Haare ausgebildet. Die ein bis zwei, kräftigen Mitteldorne sind gelblich bis grau und erreichen eine Länge von 3 bis 4 Zentimeter. Die fünf bis sieben dünnen, spitzen Randdornen sind bräunlich bis grau und 1 bis 1,5 Zentimeter lang. Im oberen Triebteil wir ein deutlich ausgeprägtes Pseudocephalium ausgebildet.
Die cremeweißen Blüten sind bis zu 6 Zentimeter lang und haben Durchmesser von bis zu 3,5 Zentimeter. An den niedergedrückt kugelförmigen Früchten haftet ein ausdauernder Blütenrest.

## Verbreitung, Systematik und Gefährdung
Cereus mortensenii ist im venezolanischen Bundesstaat Lara verbreitet.
Die Erstbeschreibung als Pilocereus mortensenii wurde 1960 von Léon Camille Marius Croizat veröffentlicht. David Richard Hunt und  Nigel Paul Taylor stellten die Art 1991 in die Gattung Cereus. Nomenklatorische Synonyme sind Pilosocereus mortensenii (Croizat) Backeb. (1960), Subpilocereus mortensenii (Croizat) Trujillo & Marisela Ponce (1988) und Praepilosocereus mortensenii (Croizat) Guiggi (2010).
In der Roten Liste gefährdeter Arten der IUCN wird die Art als „Near Threatened (NT)“, d. h. als gering gefährdet geführt.

## Nachweise